# Lully (Francja)
Lully – miejscowość i gmina we Francji, w regionie Owernia-Rodan-Alpy, w departamencie Górna Sabaudia.
Według danych na rok 1990 gminę zamieszkiwały 412 osoby, a gęstość zaludnienia wynosiła 85 osób/km² (wśród 2880 gmin regionu Rodan-Alpy Lully plasuje się na 1224. miejscu pod względem liczby ludności, natomiast pod względem powierzchni na miejscu 1526.).

## Galeria

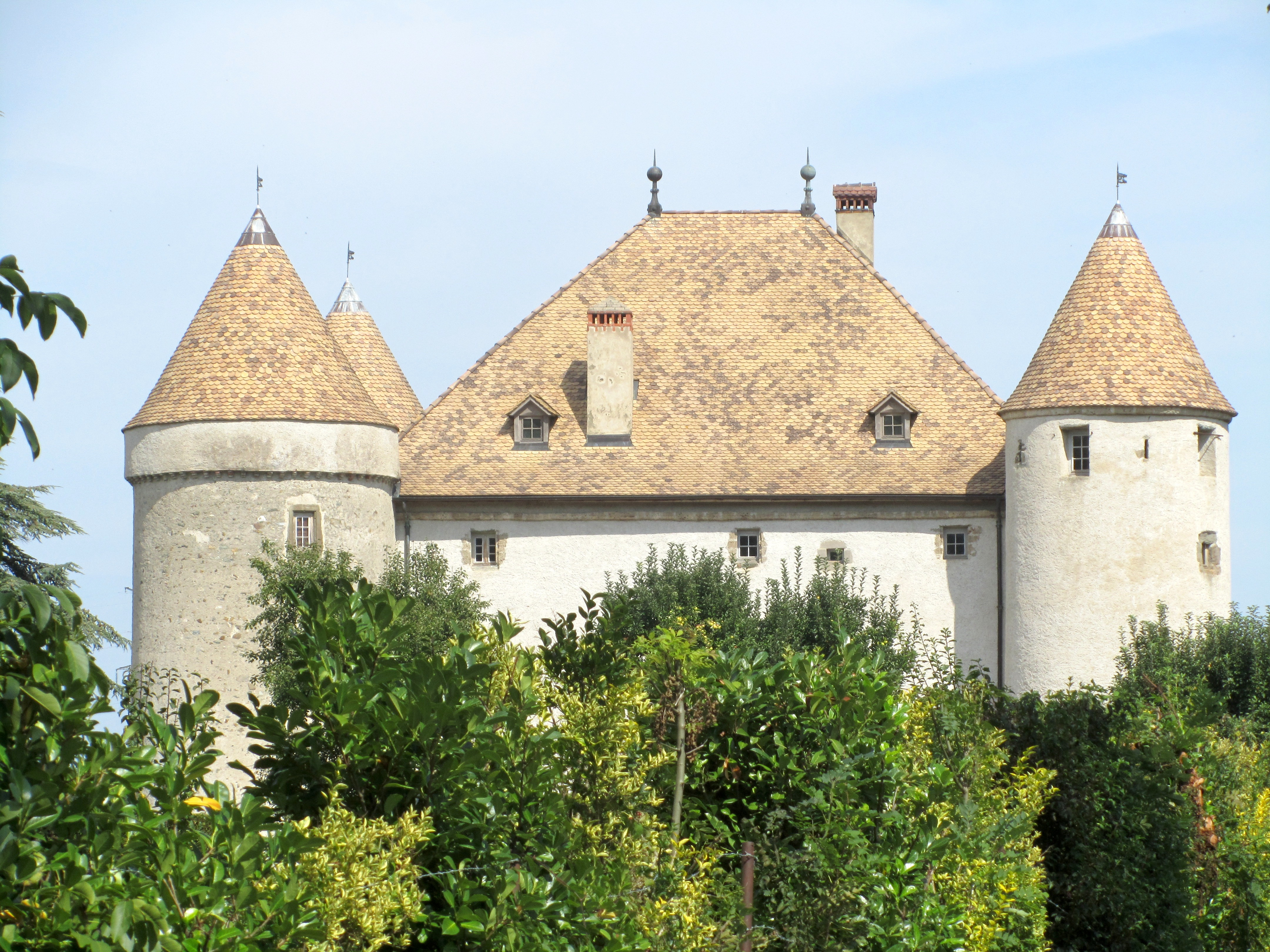
Zamek Buffavent (2011)
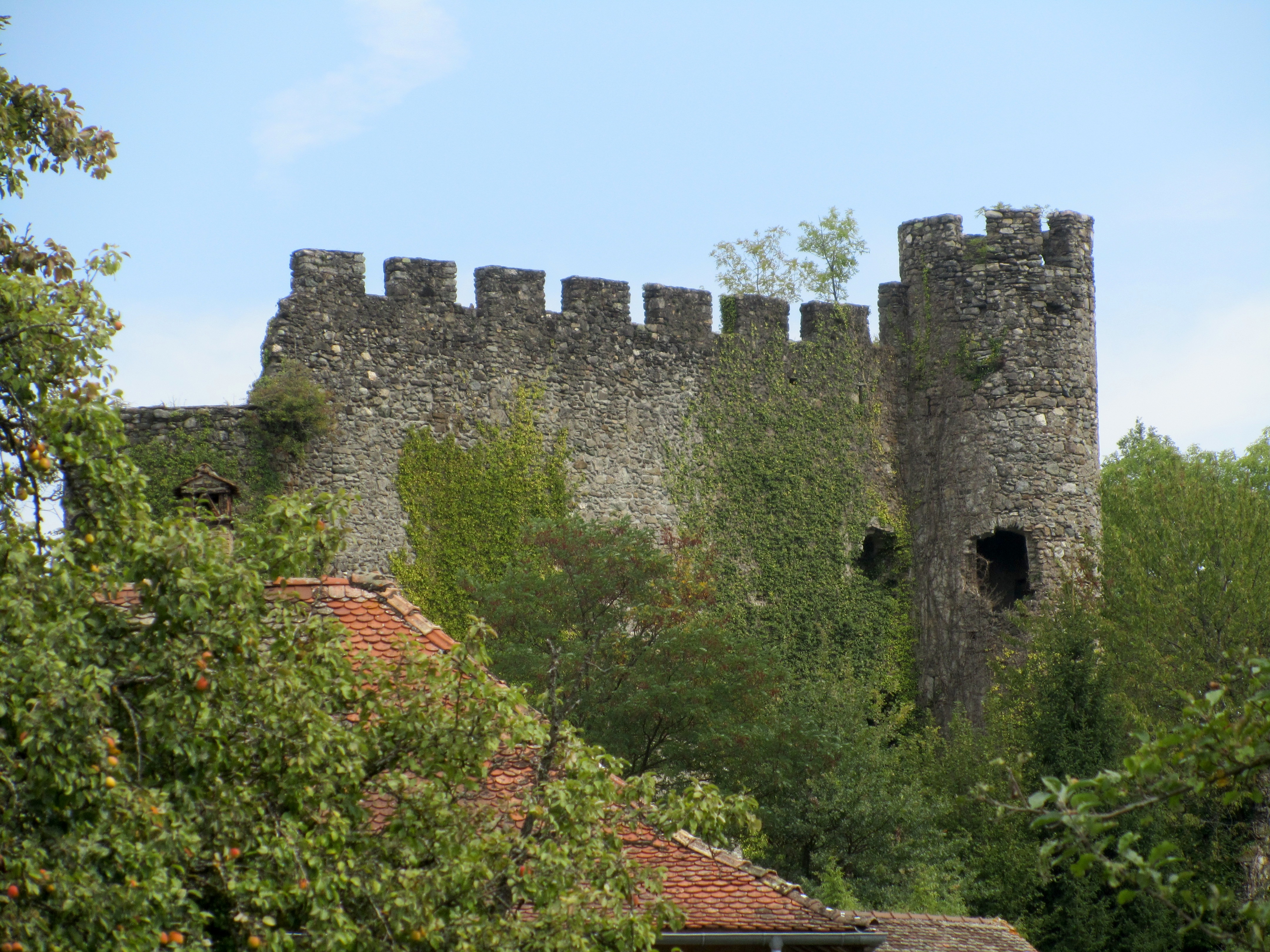
Ruiny zamku Rochette (2011)